# Steve Oedekerk
Steven Brent "Steve" Oedekerk (Seattle, Washington, 27 de noviembre de 1961) es un actor, comediante, director, editor, productor y guionista estadounidense. Es más conocido por sus colaboraciones con el actor Jim Carrey y el director Tom Shadyac (particularmente en la franquicia Ace Ventura), y por su película Kung Pow! Enter the Fist (El Maestro de la Kung Fusión), estrenada en 2002.

## Vida y carrera
Oedekerk nació en Seattle, Washington, y actualmente vive en San Juan Capistrano, con su esposa y dos hijos. A lo largo de su carrera, Oedekerk ha aparecido y creado varios especiales de televisión para la NBC, ABC, y UPN. También contribuyó con su talento de escritura para FOX durante la década de 1980 y durante la década de 1990. Fue durante este tiempo que Oedekerk se hizo amigo del cómico y actor Jim Carrey, mientras trabajaba en la serie de televisión In Living Color durante su funcionamiento de 1990-1994, lo que fue la primera de muchas colaboraciones entre los dos.
Antes de sus contribuciones exitosas a varios episodios desconocidos en la serie de televisión en color, escribió y protagonizó su primera película independiente / director, Smart Alex (1987). No fue hasta 1991 que Oedekerk se adjuntó no solo como escritor, sino también como el principal protagonista, como Thane Surcos en la película High Strung. Jim Carrey también protagonizó junto a él en el papel de la muerte, aunque se fue sin acreditar. Poco después, volvió a trabajar junto a Carrey como consultor de proyectos para Tom Shadyac en la primera película de Ace Ventura: Detective de Mascotas (1994). La película comenzó un éxito break-out y se le dio la oportunidad de tanto de dirigir como escribir su secuela, Ace Ventura: Cuando la Naturaleza Llama (1995). Esta vez Oedekerk dirigió y escribió la película después de que Shadyac se fue antes de la filmación. La secuela demostró ser más exitosa, superando a los ingresos brutos en taquilla de la original.
A raíz de la franquicia Ace Ventura, Oedekerk coescribió El profesor chiflado (película de 1996) también fue dirigida por Shadyac para Universal Pictures y se convirtió en una de las películas más taquilleras de ese año. Pronto escribió, dirigió y también tuvo un cameo en Nada que perder (1997), protagonizada por Tim Robbins y Martin Lawrence. Oedekerk tomaría un descanso de dirigir grandes producciones de películas para el resto de la década de 1990, pero continuó escribiendo guiones, incluyendo Patch Adams (1998), El profesor chiflado II: La familia Klump (2000), Jimmy Neutron (2001), Kung Pow! Enter the Fist (2002) (donde dirigió, escribió y protagonizó), Bruce Almighty (2003) and Barnyard (2006).
En 2007, Oedekerk produjo el guion y la historia de la secuela de Bruce Almighty, Evan Almighty. Y de nuevo Shadyac dirigió las dos películas. También ha sido el encargado de escribir el guion de la Ripley, ¡aunque usted no lo crea! la adaptación cinematográfica; Jim Carrey fue elegido para el papel protagonista.
En febrero de 2009, Universal Pictures anunció que Steve Oedekerk estaría escribiendo una adaptación al cine de la muñeca superpoderosa, Stretch Armstrong.

### Animación
En 1990, fundó la compañía de entretenimiento O Entertainment. También es productor ejecutivo de la animación por ordenador de la serie de dibujos animados Jimmy Neutron en Nickelodeon. Él escribió, produjo y dirigió la película de animación Barnyard. En 2007, comenzó la producción de su propia serie de dibujos animados de Nickelodeon, Barnyard, basado en la película. Se estrenó en Nickelodeon el 29 de septiembre de 2007, y terminó su segunda temporada a transmitirse el 18 de septiembre de 2010. Con 6 episodios a transmitirse en el canal de Nickelodeon Nicktoons el 12 de septiembre de 2011 y terminó el 12 de noviembre de 2011. En 2013, el estudio cerró sus puertas.
Oedekerk también ganó popularidad con su serie de Thumbmation cortos: Thumb Wars, Bat Thumb, The Godthumb, Frankenthumb, The Blair Thumb y Thumbtanic.

## Filmografía
| Año     | Película                                      | Director | Productor | Guionista | Actor | Papel                                          | Notas                      |
| ------- | --------------------------------------------- | -------- | --------- | --------- | ----- | ---------------------------------------------- | -------------------------- |
| 1987    | Smart Alex                                    | No       |           | No        | No    | Alex                                           |                            |
| 1988    | Amores informales                             |          |           |           | No    | Joey                                           |                            |
| 1989    | Padres forzosos                               |          |           |           |       | Steve Oedekerk                                 | (1 episodio - Star Search) |
| 1991    | High Strung                                   |          |           | No        | No    | Thane Furrows                                  |                            |
| 1995    | Ace Ventura: When Nature Calls                | No       |           | No        |       |                                                |                            |
| 1996    | El profesor chiflado                          |          |           | No        |       |                                                |                            |
| 1997    | Nada que perder                               | No       |           | No        | No    | Baxter                                         |                            |
| 1997    | The O Show                                    | No       | No        | No        |       |                                                | Película para TV           |
| 1998    | Patch Adams                                   |          | No        | No        |       |                                                |                            |
| 1999-   | Thumbs!                                       | No       | No        | No        | No    | Multiple                                       | Únicamente voz             |
| 2001    | Jimmy Neutron: El niño genio                  |          | No        | No        |       |                                                |                            |
| 2002-06 | Las aventuras de Jimmy Neutron: El niño genio |          |           | No        |       |                                                |                            |
| 2002    | Kung Pow! Enter the Fist                      | No       | No        | No        | No    | The Chosen One                                 |                            |
| 2002    | Santa vs. the Snowman 3D                      |          |           | No        | No    | Sno' Hellton                                   | Únicamente voz             |
| 2003    | Todopoderoso                                  |          | No        | No        |       |                                                |                            |
| 2006    | La Granja                                     | No       |           | No        | No    | Snotty Boy / Mr. Beady / Gemelo de la pizza #2 | Únicamente voz             |
| 2007    | Todopoderoso 2                                |          |           | No        |       |                                                |                            |
| 2007-11 | La Granja                                     |          | No        | No        | No    | Multiple                                       | Película de TV             |
| 2010-13 | Planeta Sheen                                 |          | No        | No        |       |                                                | Película de TV             |
| 2011-   | Guinness World Records                        |          |           |           |       |                                                |                            |
| 2011    | Cowboys & Aliens                              |          |           | No        |       |                                                |                            |

## Premios y distinciones
Premios Óscar
| Año  | Categoría                   | Película                  | Resultado |
| ---- | --------------------------- | ------------------------- | --------- |
| 2002 | Mejor película de animación | Jimmy Neutron, Boy Genius | Nominado  |